# ویژن دیواین (آلبوم)
ویژن دیواین (به انگلیسی: Vision Divine) نام نخستین آلبوم استودیویی گروه پراگرسیو پاور متال ایتالیایی ویژن دیواین است که در سال ۱۹۹۹ منتشر شد.

## فهرست آهنگ‌ها
آلبوم ویژن دیواین شامل ۱۱ قطعه است که کار آهنگسازی تمامی قطعات آن را اولاف تورسن و فابیو لیونه انجام داده‌اند به جز ترک شمارهٔ ۶ که بی‌کلام بوده و مک‌پلز (آندره‌آ دی پائولی) آن را نوشته است و ترک شمارهٔ ۸ که باز اجرایی از ترانهٔ شمارش معکوس نهایی از گروه سوئدی یوروپ است. دی پائولی همچنین در کار آهنگسازی ترک شمارهٔ ۱۱ با تورسن و لیونه همکاری داشته است. کار تنظیم قطعات را مک‌پلز و تورسن انجام داده‌اند.
| شماره | نام                                                              | مدت  |
| ----- | ---------------------------------------------------------------- | ---- |
| ۱.    | «بهشت جدید (New Eden)»                                           | ۴:۰۳ |
| ۲.    | «بربال‌های طوفان (On The Wings Of The Storm)»                     | ۴:۴۰ |
| ۳.    | «نقاب سیاه ترس (Black Mask Of Fear)»                             | ۴:۳۸ |
| ۴.    | «سرزمین موعود (Exodus)»                                          | ۴:۳۷ |
| ۵.    | «نجوا (The Whisper)»                                             | ۶:۰۳ |
| ۶.    | «دنیاهای فراموش‌شده (Forgotten Worlds)» (بی‌کلام)                  | ۴:۱۸ |
| ۷.    | «بصیرت الهی (Vision Divine)»                                     | ۵:۰۳ |
| ۸.    | «شمارش معکوس نهایی (The Final Countdown)» (بازاجرای ترانهٔ یوروپ) | ۵:۰۶ |
| ۹.    | «معجزه (The Miracle)»                                            | ۶:۲۰ |
| ۱۰.   | «همیشه جوان (Forever Young)»                                     | ۵:۰۱ |
| ۱۱.   | «از روشنایی و تاریکی (Of Light And Darkness)»                    | ۶:۱۲ |

## اعضا
- فابیو لیونه - خواننده
- اولاف تورسن – گیتار
- آندره‌آ توریچینی – گیتار بیس
- اندرو مک‌پلز – کیبورد
- مت استنچیو – درامز